# Hallelujah (canção de Paramore)
"Hallelujah" é uma canção da banda norte-americana de rock alternativo Paramore, lançada como um single do álbum Riot! no Reino Unido em 18 de setembro de 2007. O single chegou a posição #139 no UK Singles Chart.

## Videoclipe
O videoclipe, dirigido pela Big TV!, foi oficialmente lançado no dia 30 de julho de 2007. O vídeo aparece como uma foto montagem dos bastidores e fotos de performances ao vivo, com a letra da canção escrita nos espaços entre as fotografias. Quando a fotografia enche toda a tela, a foto revelará um videoclipe curto, e o videoclipe tocará.

## Lançamento do Single
Um CD Single e dois 7" vinyls foram lançados no Reino Unido em 3 de setembro.

### Faixas
| CD  |                        |         |  |
| N.º | Título                 | Duração |  |
| 1.  | "Hallelujah"           | 3:19    |  |
| 2.  | "When It Rains" (Demo) | 3:23    |  |

| 7" vinil(1) |                            |         |  |
| N.º         | Título                     | Duração |  |
| 1.          | "Hallelujah" (A-Side only) | 319     |  |

| 7" vinil(2) |              |         |  |
| N.º         | Título       | Duração |  |
| 1.          | "Hallelujah" | 3:19    |  |
| 2.          | "Decoy"      | 3:17    |  |

## Em outras mídias
A canção foi apresentada em um episódio da novela da televisão britânica Hollyoaks em outubro de 2008 ("Misery Business" também foi usada em outro episódio de março de 2008 e, em seguida, mais tarde "Born for This", em setembro de 2008).

## Lançamentos
| País        | Data                   |
| ----------- | ---------------------- |
| Irlanda     | 18 de setembro de 2007 |
| Reino Unido | 18 de setembro de 2007 |